# 歌川国輝 (2代目)
二代目 歌川国輝（にだいめ うたがわ くにてる、天保元年〈1830年〉 - 明治7年〈1874年〉12月15日）とは、江戸時代末期から明治時代はじめにかけての浮世絵師。

## 来歴
三代目歌川豊国の門人。本姓は山田、名は国次郎。一雄斎、一曜斎、曜斎と号す。深川御蔵前町に住む。最初は二代目歌川国満を名乗ったといわれているが定かではない。文久ごろから二代目歌川国綱または一蘭斎国綱と称し作画活動をし始め、慶応元年（1865年）の頃に名を国輝と改めたと見られる。国綱の時代には諷刺画や街道物、役者絵などで活動している。国輝となって以降は四代目歌川国政との合作「東京十二景」をはじめとして「東京名所図絵」、「東京名勝」など開化絵を描く。「東京汐留鉄道蒸気車通行図」のような鉄道絵もかなり多く、蒸気機関車の描写は他の絵師よりもずっと精緻に観察して描いている。幕末から明治初期の開化の風物を描いた作品は資料的に注目すべきものである。
明治6年（1873年）には文部省が教育目的の錦絵104枚を発行し、「文部省製本所発行記」との朱印が押され、うち30枚は「曜斎国輝」のものとある。
享年45歳。墓所は東京都江東区亀戸の宝蓮寺、法名は円垂道信士。子孫は萩小田として現在に至る。

## 作品

### 版本挿絵
- 『源平盛桜御所染』　合巻　※山々亭有人作、文久3年（1863年）刊行
- 『傀儡師筆の操』　合巻　※仮名垣魯文作、慶応元年（1865年） - 2年（1866年）刊行

### 錦絵

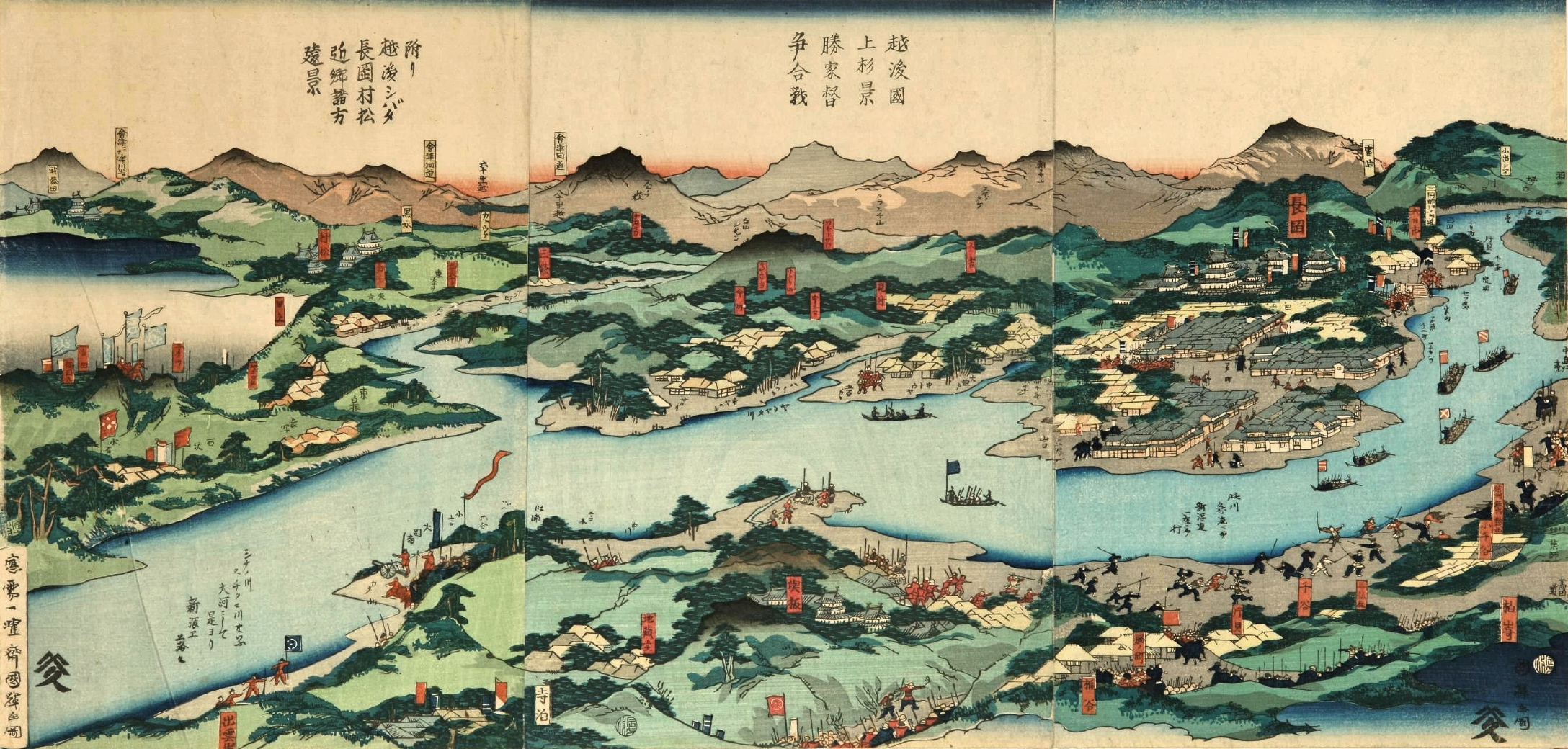
「越後国上杉景勝家督争合戦」　二代目国輝画、新潟県立図書館所蔵。

- 「東海道」　大判揃物合作　※文久3年（1863年）、国綱落款。小田原、府中、江尻、島田、袋井、白須賀、御油、鳴海、庄野など
- 「東海道神名川横浜風景」　大判3枚続　※文久3年（1863年）、国綱落款
- 「おたつの兄三作・市川小団次　舟木雅楽之助・大谷友松」　大判　早稲田大学演劇博物館所蔵　※安政元年（1854年）8月、江戸河原崎座『吾孺下五十三駅』より。国貞との合作
- 「大日本相撲力士集」　大判3枚続　※一蘭斎国綱落款
- 「高砂浦五郎」（たかさごうらごろう）　相撲絵　ニューオータニ美術館所蔵
- 「末広五十三次 岡崎」　国立国会図書館所蔵
- 「末広五十三次 沼津」　国立国会図書館所蔵
- 「末広五十三次 江尻」　国立国会図書館所蔵
- 「末広五十三次 庄野」　国立国会図書館所蔵
- 「末広五十三次 宮」　国立国会図書館所蔵
- 「末広五十三次 亀山」　国立国会図書館所蔵
- 「末広五十三次 関」　国立国会図書館所蔵
- 「勧進大相撲土俵入之図」　ヴィクトリア&アルバート博物館所蔵
- 「力士の酒宴」　プーシキン美術館所蔵
- 「鯱ノ海梅吉」　プラハ国立美術館所蔵
- 「冨士山諸人参詣之図」（ふじさんしょじんさんけいのず）　※慶応元年（1865年）作[2]。木版多色摺・三枚続。寸法は山梨県立博物館所蔵本では縦35.5センチメートル・横74.6センチメートル[2]。富士山への登頂・下山を行う人々の姿が描かれている。人々の笠や服には「砂糖」や「煙草」など物品の文字が記されており、幕末期に日本が開国を行い、国際貿易が開始されたことに伴い物価が上下し、これを富士山の登頂と下山に例えて世相を取り入れた作品であると考えられている[2]。
- 「長州檀之浦赤間関合戦」　大判3枚続　※慶応元年（1865年）、一雄斎国輝落款
- 「勧進大相撲繁栄図」　大判3枚続　※慶応2年（1866年）
- 「東都築地ホテル館之図」　子持錦絵　※慶応4年（1868年）
- 「源頼朝公富士ノ狩場行列図」　大判3枚続　※明治元年（1868年）
- 「東京府名所之内」　大判揃物　※明治元年（1868年）
- 「東京名所図会」　大判揃物　※明治元年（1868年）
- 「東京十二景」　大判　※四代目国政との合作、明治元年（1868年）
- 「東京築地ホテル館」　※明治2年（1869年）
- 「東京築地鉄砲洲景」　※明治2年（1869年）
- 「東京高輪鉄道蒸気車走行之全図」　※明治3年（1870年）2月
- 「現如上人北海道巡教之図」　大判18枚揃　※三代目広重らとの合作、明治4年（1871年）
- 「上州富岡製糸場之図」　大判3枚続　※明治5年（1872年）
- 「東京名所海運橋五階造真図」　※明治5年（1872年）
- 「東京各大区之内 品川沖蒸気船鉄道遠望」　※明治6年（1873年）　東京海洋大学附属図書館蔵
- 「東京府下自慢競」　大判揃物　※明治7年（1874年）
- 「東京名勝之図」　大判揃物　※明治7年（1874年）

### 肉筆画
- 「陣幕久五郎土俵入り」　扁額、板に紙貼り　浅草寺所蔵　※慶応3年（1867年）、なお本図を元にした錦絵もある。
- 「浮世絵画帳」　共画　※慶応3年（1867年）、パリ万国博覧会出品作